# Ragnall ua Ímair
Ragnall ua Ímair (†921) was een kleinzoon van Viking Ímar, koning van Dublin. Hij was koning van Jorvik van 918 tot 921.

## Levensloop
Rond 902 was er een troonstrijd in het Koninkrijk Dublin en de meeste Viking-troonpretendenten werden verplicht het rijk te verlaten. Ragnall en zijn bloedverwant Sitric Cáech vestigden zich op het eiland Man. Rond 917 keerde Sitric terug naar Dublin en Ragnall vertrok naar Jorvik, in handen van Ealdred I van Bamburgh. Toen Ragnall Jorvik binnenviel, vluchtte Ealdred naar Constantijn II van Schotland. Na de slag bij Corbridge in 918 werd Ragnall koning van Jorvik. De christelijke bevolking van Jorvik zocht steun bij Æthelflæd, vrouwe der Mercianen. Helaas stierf ze nog hetzelfde jaar. In 920 sloot hij vrede met Eduard de Oudere, de broer van Æthelflæd.
Ragnall stierf in 921, en werd opgevolgd door Sitric.